# Adam Brochowski
Adam Brochowski herbu Prawdzic – kasztelan sochaczewski w 1655 roku, chorąży sochaczewski w 1647 roku, pisarz ziemski sochaczewski w 1630 roku, sekretarz królewski.
Poseł na sejm 1638 roku, sejm 1639 roku, sejm 1641 roku. Poseł liwski na sejm ekstraordynaryjny 1647 roku i sejm elekcyjny 1648 roku. Jako deputat podpisał pacta conventa Jana II Kazimierza Wazy w 1648 roku. Poseł sejmiku liwskiego na sejm koronacyjny 1649 roku. Poseł na sejmy 1649/1650, 1654 (I), 1654 (II) roku.